# 矢口
矢口（日语：／ Yaguchi */?）是東京都大田區的町。現行行政地名為矢口一丁目至矢口三丁目。人口14,763人（2014年2月1日）。

## 地理
位於大田區南部。北部大田區千鳥之間大略以環八通為界。東與大田區多摩川之間以第二京濱為界。南與神奈川縣川崎市之間以多摩川為界。西部鄰接大田區下丸子。
多摩川沿岸有舊堤通。
多摩堤通與東急多摩川線通過町內，並設武藏新田站。車站周邊可見商店，其他多為公寓、住宅與工廠。多摩川堤防內側為綠地。

## 歷史
矢口原本是以渡船口而為人所知悉。1358年（延文3年），新田義興在此地的矢口渡遭到殺害，居民為了祭祀義興而建造新田神社。「矢口」的地名記載在正木文書內，1395年（應永2年）的「岩松氏所領注文」是最早的紀錄。
江戶時代本地為荏原郡矢口村。1770年（明和7年）以義興謀殺為題材的《神靈矢口渡》上演，大量參拜者湧入新田神社。
1889年（明治22年）合併周邊8村，村域擴大，舊村域為大字矢口。1928年（昭和3年）施行町制。1932年（昭和7年），矢口町分為11村，大字矢口成立蒲田區矢口町。1949年（昭和24年），多摩川大橋完成，中世以來的矢口渡廢止。1966年（昭和41年）實施住居表示，成立矢口與東矢口。

### 地名由來
日本武尊在此互射鳴鏑（矢合わせ）而得名。《新編武藏風土記稿》則記載此地原來名為矢食村。

## 設施
- 東京都立矢口養護學校
- 大田區立多摩川小學校
- 大田區立多摩川大橋緑地
- 大田區立矢口區民中心
- 新田神社
- 日本神的教會（チャーチオブゴッド）教團本部
- 花光院
- 延命寺
- 東八幡神社
- 圓應寺
- 稻葉製作所
- 秀光本社
- 南夢宮本社
- 泉園（いずみえん）
- 壽精版印刷東京工場
- 桂川精螺製作所
- 東急Dwell Ars（ドエルアルス）多摩川
- 東京都下水道局南部管理事務所

## 交通
北部有東急多摩川線武藏新田站。東部可利用鄰近的矢口渡站。另可利用附近的巴士路線。

## 備註
1. ↑  .   [2014-03-20]. （原始内容存档于2014-03-10）.